# À force de courage
Pour plus de détails, voir Fiche technique et Distribution.
À force de courage est un court métrage québécois de Pierre Falardeau et Julien Poulin sorti en 1977.

## Synopsis
La Guerre d'indépendance de l'Algérie d'un point de vue militant et pamphlétaire.

## Fiche technique
- Titre : À force de courage
- Réalisation : Pierre Falardeau et Julien Poulin
- Pays d'origine :  Canada
- Langue : français
- Durée : 29 minutes
- Date de sortie : 1977 (Canada)

## Distinctions
- Festival de Lille 1977 : Mention spéciale du Jury